# 思德書室

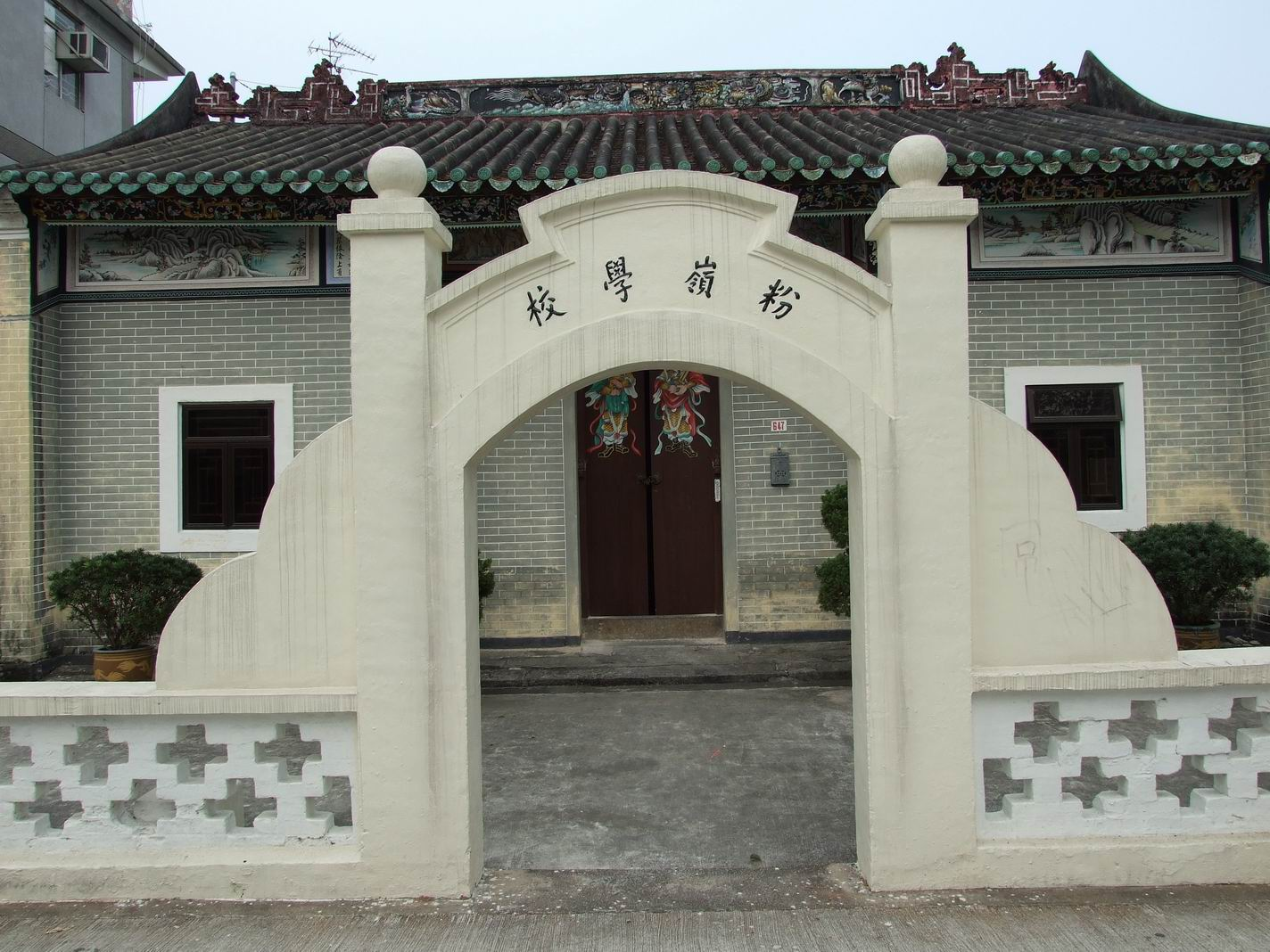
思德書室

思德書室位於香港新界北區粉嶺南圍，是新界五大家族粉嶺彭氏三所祖祠之一。思德書室建於道光26年(1846年)，由彭氏彭步進為紀念其第六代祖先彭思隱所建，並為村民提供教育。思德書室由1936年開始用作以政府資助的粉嶺學校校址，現時書室外面仍保留「粉嶺學校」的牌坊。於1957年遷往毗鄰的新校址，易名為粉嶺公立學校。書室現被古物古蹟辦事處列為二級歷史建築。

## 結構及用途
思德書室是一所兩進式家祠兼學塾，曾於道光及光緒年間兩次重修，除祭祀祖先外，也供族內子弟研習進修之用。書院規模不大，只有幾個課室，以前只讓彭姓村民入讀，外姓者一律被拒。上一輩的村民都在書院讀書，採用中國傳統教材教學，粉嶺公立學校落成後便搬遷過去，而原來的思德書室則闢作教師宿舍。後來政府改例，禁止任何人在學校範圍留宿，思德書室不再擔當學校的宿舍。現時書室已沒有教育的功能，只供族人作祭祀及舉行宴會之用。
最近一次維修在2000年進行，工程將兩側的房間屋頂改為混凝土，並將窗戶改成鋁窗，破壞了建築物的原來的面貌。